# My Bloody Valentine (együttes)
A My Bloody Valentine egy ír rock együttes Dublinból. Az együttest 1983-ban alapították. Egyik legnagyobb sikert hozó albumuk az 1988-ban megjelent Isn’t Anything, amely szerepel az 1001 lemez, amit hallanod kell, mielőtt meghalsz című könyvben.

## Diszkográfia
- Isn’t Anything (1988)
- Loveless (1991)
- MBV (2013)

## Fordítás
- Ez a szócikk részben vagy egészben  a   My Bloody Valentine (band) című angol Wikipédia-szócikk fordításán alapul.  Az eredeti cikk szerkesztőit annak laptörténete sorolja fel. Ez a jelzés csupán a megfogalmazás eredetét és a szerzői jogokat jelzi, nem szolgál a cikkben szereplő információk forrásmegjelöléseként.